# Chorizococcus
Chorizococcus är ett släkte av insekter. Chorizococcus ingår i familjen ullsköldlöss.

## Dottertaxa tillChorizococcus, i alfabetisk ordning[1]
- Chorizococcus abortivus
- Chorizococcus abroniae
- Chorizococcus alami
- Chorizococcus altoarcticus
- Chorizococcus aphyllonis
- Chorizococcus bardus
- Chorizococcus californicus
- Chorizococcus cardosoi
- Chorizococcus caribaeus
- Chorizococcus coniculus
- Chorizococcus coxindex
- Chorizococcus dentatus
- Chorizococcus discretus
- Chorizococcus eriachnis
- Chorizococcus fistulosus
- Chorizococcus glandulosus
- Chorizococcus graminis
- Chorizococcus graysoni
- Chorizococcus herbicola
- Chorizococcus indecisus
- Chorizococcus interruptus
- Chorizococcus irishi
- Chorizococcus kandyensis
- Chorizococcus lachenaliae
- Chorizococcus mireorum
- Chorizococcus montius
- Chorizococcus nakaharai
- Chorizococcus neomexicanus
- Chorizococcus oreophilus
- Chorizococcus parietaricola
- Chorizococcus penultimatus
- Chorizococcus polyporus
- Chorizococcus psoraleae
- Chorizococcus pusillus
- Chorizococcus rostellum
- Chorizococcus scorzonerae
- Chorizococcus senarius
- Chorizococcus setariae
- Chorizococcus shaferi
- Chorizococcus snellingi
- Chorizococcus socialis
- Chorizococcus sorghi
- Chorizococcus subalpinus
- Chorizococcus talipikanus
- Chorizococcus triunfoensis
- Chorizococcus variabilis
- Chorizococcus wilkeyi
- Chorizococcus wilsoni
- Chorizococcus yuccae